# Il giovane Mussolini
Il giovane Mussolini è una miniserie televisiva di produzione italo/ceco/tedesco/spagnola trasmessa nel 1993 in tre puntate da novanta minuti ciascuna da Rai 2. La serie è stata co-prodotta da Rai 2, dalla tedesca Zweitel Unitel e dalla spagnola TVE.
La serie è stata principalmente girata a Praga, per l'impossibilità economica della produzione di ricreare i luoghi dell'epoca in Italia. Alcune sequenze della seconda puntata sono state girate nel centro storico di Imola.
La miniserie rievoca gli anni della militanza socialista di Benito Mussolini, e i rapporti con tre donne che hanno fortemente segnato la sua vita: la moglie Rachele Guidi, la rivoluzionaria Angelica Balabanoff e l'intellettuale Margherita Sarfatti.

## Trama

### Prima parte
Il racconto della vita di Benito Mussolini parte nel 1901, quando il futuro dittatore riceve un incarico come maestro elementare in una scuola elementare a Gualtieri, nella Bassa reggiana, che però dura poco quando tra egli e la figlia del direttore si intesse una relazione amorosa. Alla ricerca di nuove esperienze, Mussolini parte alla volta della Svizzera, ove, squattrinato e senza soldi, conoscerà il sindacalista socialista Giacinto Menotti Serrati e la russa Angelica Balabanoff, con cui Benito intraprende un tortuoso rapporto sentimentale. Arrestato per aver falsificato il passaporto, Mussolini rischia di essere estradato in Italia, dove verrebbe incarcerato per renitenza alla leva, ma grazie all'impegno dei socialisti svizzeri e della Balabanoff riesce ad essere rilasciato nel canton Ticino. Alla fine della prima parte, ambientata nella Trento austro-ungarica del 1907, Mussolini viene cacciato dall'impero per la diffamazione del clero locale e, tornato a Forlì, viene nominato segretario cittadino del PSI e si fidanza con Rachele Guidi.

### Seconda parte
A Forlì, nel 1910, Mussolini guida le cooperative socialiste contro quelle repubblicane capitanate da Nenni. Dopo aver partecipato al XI Congresso del PSI di Milano, dove si inaspriscono le tensioni all'interno del partito, Benito arriva a dirigere il quotidiano Avanti!! dopo una manifestazione di successo contro la guerra in Libia. Lo osteggia solo Angelica Balabanoff, sua ex amante, che teme che la sua ambizione possa causare solo danni. Nel frattempo, Mussolini, diventato padre, è in preda a degli scatti d'ira, facendo vivere in un clima di terrore Rachele e la suocera. Alla fine, al XII Congresso del PSI di Reggio Emilia, Mussolini fa un discorso in cui riesce ad additare la classe dirigente del partito come alleata del potere e della monarchia, facendo espellere il riformista ed acerrimo nemico Leonida Bissolati.

### Terza parte
Alla vigilia della Prima Guerra Mondiale, Benito Mussolini sostiene la neutralità dell'Italia, al contrario di Filippo Naldi, direttore de Il Resto del Carlino, che cerca di orientare i politici verso l'interventismo e che decide di fatto di mettere dalla sua parte Mussolini per fare in modo di manovrarlo per i propri interessi. Angelica Balabanoff, di ritorno dalla riunione dell'Internazionale Socialista, comunica a Mussolini che la maggior parte dei partiti socialisti europei sono favorevoli all'ingresso in guerra: Mussolini è quindi diviso fra il suo partito e le sue convinzioni. Infine, dimettendosi dall'Avanti!, fonda "Il Popolo d'Italia" e viene espulso dal partito socialista, perciò segnando l'inizio della sua spirale ascendente verso il potere.